# Wilhelm Hartung (Maler)

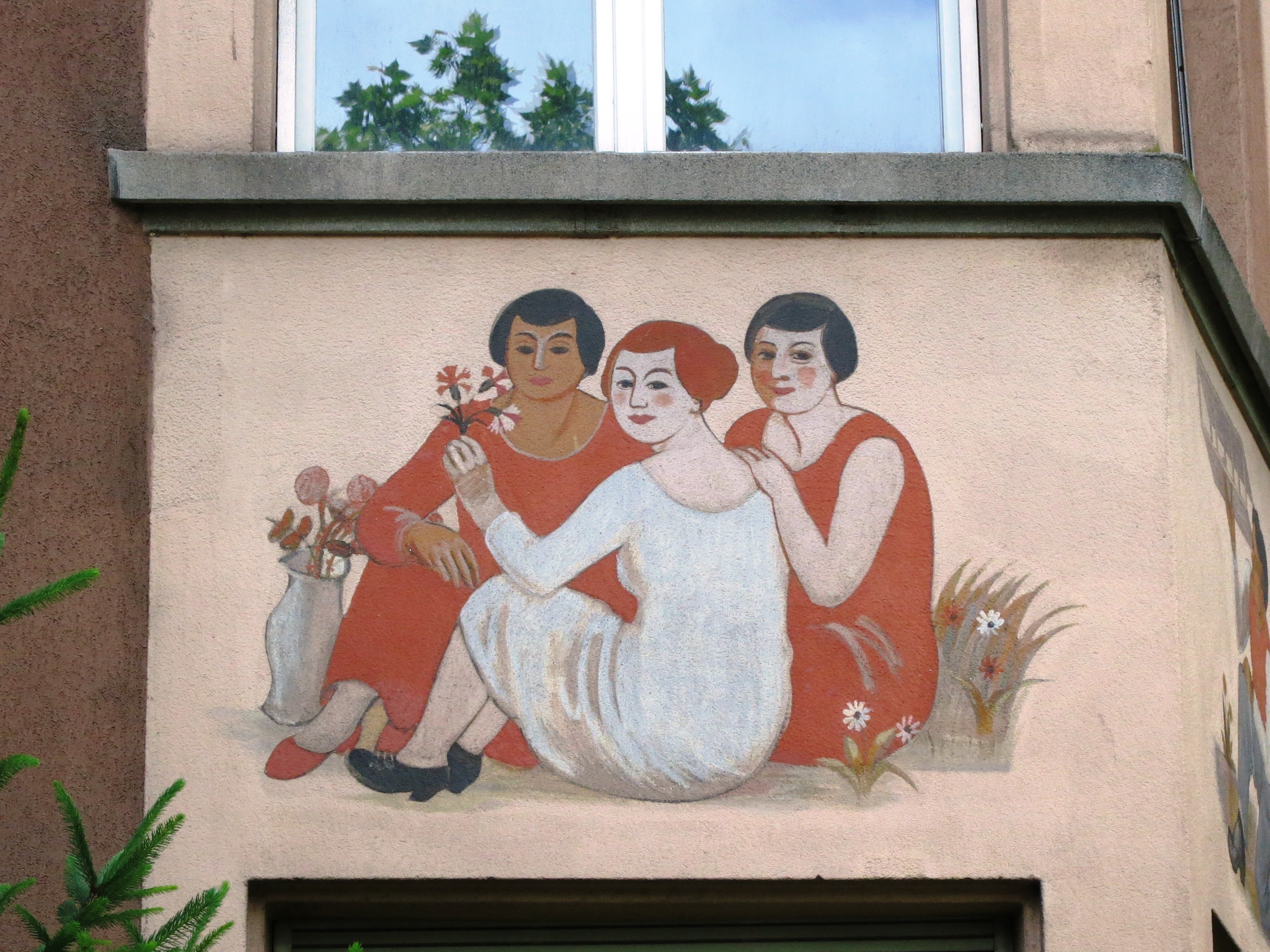
Erkerbild der Kolonie Kanzleistrasse an der Zürcher Seebahnstrasse

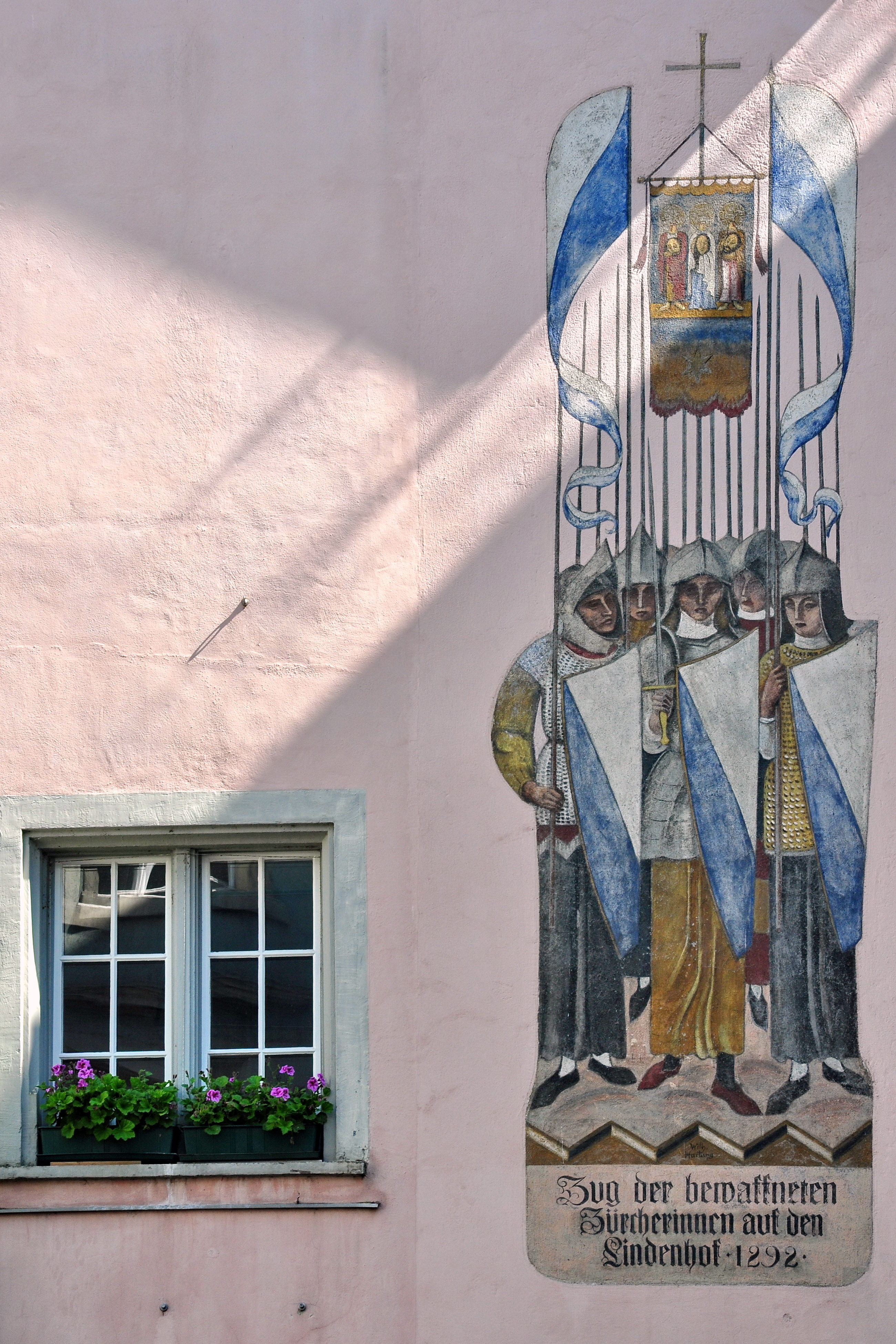
Fassadenmalerei Zug der bewaffneten Zürcherinnen auf den Lindenhof (Haus «zum Leoparden», Zürich)

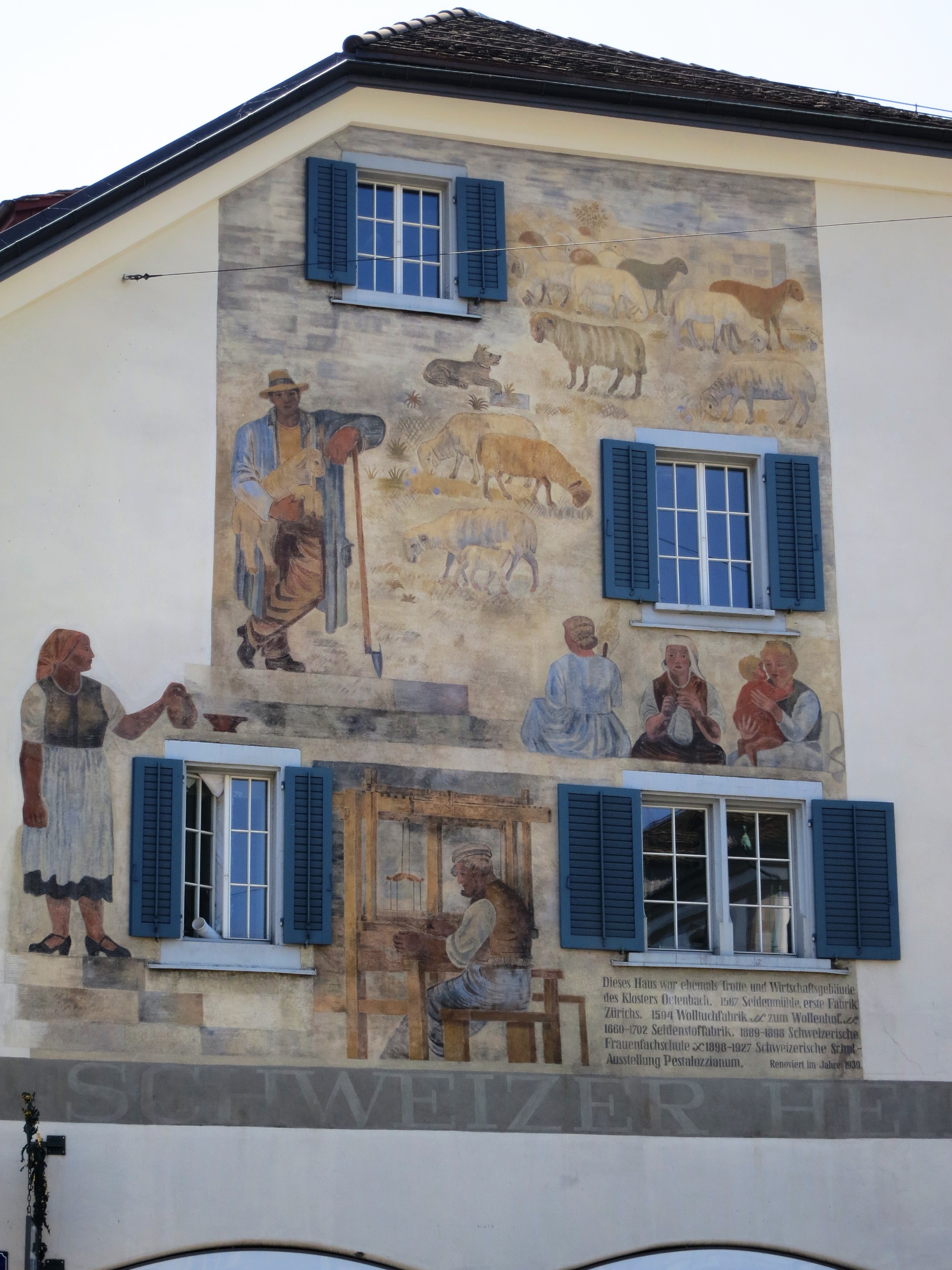
Hartungs Fassadenmalerei am Schweizer Heimatwerk in Zürich

Wilhelm Hartung (* 2. August 1879 in Raperswilen, Kanton Thurgau; † 4. Januar 1957 in Zürich) war ein Schweizer Maler, Freskant und Grafiker. Er war der Vater von Willi Hartung und der Bruder von Eugen Hartung.

## Leben und Wirken
Hartung studierte an der Hochschule für Gestaltung und Kunst (HGKZ), die aus der 1878 gegründeten Kunstgewerbeschule der Stadt Zürich hervorging. 1924 nahm er am Stadttheater-Wettbewerb Zürich teil. Er war auch als Gestalter von Plakaten (Jugendstilplakat für das Fête fédérale de chant, Neuchâtel 1912 und das vegetarische Restaurant Hiltl, 1913) und Bühnenbildern tätig.
Hartung schuf Wandbilder an verschiedenen Gebäuden in der Stadt Zürich: 1923/1924 den Zug der bewaffneten Zürcherinnen auf den Lindenhof an der Strehlgasse, 1927 Manesse und Zähringer an der Manesse- und Mühlegasse, 1925 ein Sockelbild am Haus «zur Reblaube», 1939 das Fassadenbild beim Schweizer Heimatwerk bei der Rudolf-Brun-Brücke. Seine Wandbilder finden sich auch an Schulen und Kindergärten (Langmatt/Witikon 1934, Leimbach 1944, Laubegg 1946).
Für die Allgemeine Baugenossenschaft Zürich (ABZ) bemalte er verschiedene Wohnkolonien: 1928 die Kolonie Sihlfeld, 1930 die Kolonie Neugasse im Kreis 5. 1930 realisierte er für die Kolonie Kanzleistrasse im Zürcher Aussersihl rund vierzig Fassadenmalereien in der Tradition der Zürcher Genossenschaftsbilder der Zwischenkriegszeit. Das umfangreiche Werk zeigt ein vielseitiges Gesellschaftsbild aus der ersten Hälfte des 20. Jahrhunderts.
Sein Sohn war Willi Hartung und sein Bruder war Eugen Hartung.

## Ausstellungen
- XI. Internationale Kunstausstellung München 1913, Schweizerische Abteilung, Vorausstellung in der Kunsthalle Basel 1913.
- Exposition suisse des Beaux-Arts, Genf 1918.
- Katalog der XVI. Nationalen Kunstausstellung im Kunsthaus Zürich 1925.
- Katalog. XVII. Nationale Kunstausstellung im Kunsthaus Zürich 1928.
- Neue Schweizerische Wandmalerei, Kunsthaus Zürich 1934.
- Zürcher Künstler. Skulpturen – Gemälde – Zeichnungen. 1939.
- Sektion Zürich, GSMBA. Kunsthaus Zürich 1947.
- Schweizerische Kunstausstellung, Basel 1956.